# Crotaphopeltis hotamboeia
Crotaphopeltis hotamboeia is een slang uit de familie toornslangachtigen (Colubridae) en de onderfamilie Colubrinae.

## Naam en indeling
De wetenschappelijke naam van de soort werd voor het eerst voorgesteld door Josephus Nicolaus Laurenti in 1768. Oorspronkelijk werd de wetenschappelijke naam Coronella hotamboeia gebruikt. De soort werd lange tijd tot het geslacht Leptodira gerekend.

## Uiterlijke kenmerken
De totale lichaamslengte bedraagt gemiddeld 45 centimeter. Aan de bovenlippen is een helder oranje of rood merkteken aanwezig. Hieraan ontleent de slang haar Afrikaanse naam rooilipslang. De kop is donkerder van kleur dan het lichaam, dat grijs-bruin is met witte stippen. De buikzijde heeft een witte kleur.

## Levenswijze
De slang heeft een opvliegend karakter en reageert agressief als ze verstoord wordt. Ze sist dan en haalt met haar kop uit naar de indringer. Ze kan ook bijten. Haar beet is niet giftig voor de mens.
Het is een waterminnende soort die vaak in de buurt van rivieren en meren te vinden is. Op het menu staan padden en kikkers.

## Verspreiding en habitat
Deze slang komt voor in grote delen van Afrika ten zuiden van de Sahara, met name in savannes. De soort is aangetroffen in de landen Angola, Benin, Botswana, Burkina Faso, Burundi, Centraal-Afrikaanse Republiek, Congo-Brazzaville, Congo-Kinshasa, Ethiopië, Eritrea, Gabon, Gambia, Ghana, Guinee, Ivoorkust, Kameroen, Kenia, Liberia, Malawi, Mali, Mozambique, Namibië, Nigeria, Oeganda, Rwanda, Senegal, Sierra Leone, Somalië, Swaziland, Tanzania, Togo, Zambia, Zimbabwe en Zuid-Afrika.